# DDRMAX: Dance Dance Revolution 6thMIX
DDRMAX: Dance Dance Revolution 6thMIX es el sexto juego de la serie Dance Dance Revolution creada por Konami el 19 de octubre de 2001. A pesar de que es exclusivo de Japón, algunas máquinas están disponibles a nivel mundial. DDRMAX solo contiene 42 canciones, 36 para esta entrega. Durante las pruebas, solo se agregaron 6 canciones de entregas anteriores. Fue la primera entrega en implementarse las Frezze Arrows, detenciones de tiempo y cambios de velocidad.
La interfaz usada es la rueda de canciones (Song Wheel) previamente vista en DDR 5th Mix. Presionando las flechas arriba o abajo 2 veces cambia el método de ordenamiento de las canciones (Nuevas canciones primero, las restantes después y las desbloqueadas de último) en orden alfabético, por BPM (Velocidad de la canción) y Popularidad.
DDRMAX era conocida como la siguiente generación de Dance Dance Revolution. Hay muchos cambios, como la dificultad, que fue renombrada. Ahora, 'Basic' es llamado 'Light' (BASIC), 'Trick' es llamado 'Standard' (DIFFICULT), y 'Maniac' es llamado 'Heavy' (EXPERT). También se les dieron los nombre japoneses en conjunción: 楽 (raku), 踊 (you), y 激 (geki), respectivamente. Sus colores son naranja, fucsia y verde.

## Modo de juego
El modo de juego en DDRMAX es el mismo que en los anteriores juegos. Un jugador juega por medio del modo simple (un solo pad), el modo versus (dos jugadores con el modo simple) o el modo doble (un jugador con los dos pads).
Un jugador debe marchar con la canción, pisando la superficie correspondiente a las flechas marcadas en la pantalla en una plataforma de baile de metal y acrílico. Dependiendo del tiempo en cada paso, el paso se marca como "Perfect," "Great," "Good," "Boo" (ahora Almost) o "Miss". En la parte superior de la pantalla hay una barra de vida, y empieza a la mitad al comienzo de la canción. Los pasos Perfect y Great incrementan la barra de vida hasta que se llena. Mientras que los pasos BOO y MISS la disminuyen. Los pasos GOOD no tienen efecto positivo o negativo. Si a un jugador reduce su barra de vida totalmente por fallar muchas veces, falla la canción y, cuando los 2 jugadores fallan, se acaba el juego.
Un nuevo tipo de flechas aparece en DDRMAX, las Freeze Arrows. En vez de pisar solamente la flecha, se debe mantener por el tiempo en que la flecha esté en pantalla. Si se pisa y se mantiene toda, se marca un punto "OK", que vale 6 puntos normales, o equivale a Marvelous en el puntaje Supernova 2. Si no, no se consigue. Se marca la flecha como "NG", que no vale nada. Los puntos OK, también aumentan la barra, mientras que los NG la disminuyen. Se dan puntos adicionales por pisar y mantener correctamente una Freeze Arrow.
El número máximo de canciones por partida elevó a 7, sin contar EXTRA STAGE. Al final de cada canción, el jugador ve sus puntos acumulados, de bonos, y cuántos de cada paso acertó. También recibe una clasificación en función de cómo le haya ido, desde E (cuando un jugador falla la canción), hasta AAA (todos los pasos marcados PERFECT en este juego o 990 000 puntos desde Supernova 2). Al final, se le da una puntuación acumulada de las tres últimas canciones incluyendo, si consiguió, Extra Stages.
El método de puntuación también cambia. Hay 2 sistemas, el sistema de larga puntuación y un sistema de puntos de baile independiente que se usa para determinar la calificación.
Todas las canciones tienen un sistema de 50 000 000 de puntos, y una puntuación adicional basada en la dificultad y en otros factores. Las puntuaciones máximas se dan para la puntuación más alta en una ronda. Si un jugador juega más de tres canciones, entonces solo cuenta las tres últimas canciones jugadas. Si se repite una canción, no hay puntuación adicional.
El sistema de puntos de baile utiliza valores fijos para determinar la calificación:
- Marvelous: 3x Perfect (vista solo en cursos).
- Perfect: 2 puntos.
- Great: 1 punto.
- Good: Ningún punto.
- Almost: -4 puntos.
- Miss: -8 puntos.
- O.K.: Exageradamente muchos puntos.
- N.G.: Ningún punto.

Los puntos de baile están ligados a la barra de vida. Al igual que los anteriores juegos, si un jugador hace muchos pasos malos y reduce la barra, falla y el juego termina inmediatamente. Lo mismo ocurre si la batería challenge, visto solo en cursos, cae a 0 en las versiones caseras y desde DDR MAX2. Si la primera canción estaba en dificultad "Light", se le permitirá fallar una canción y continuar, pero si falla en una canción siguiente no se le dará otra oportunidad. En un modo de dos jugadores, si un jugador falla, puede continuar bailando, pero no puede continuar marcando puntuaciones y sólo se le dan 10 puntos por paso, y al final recibe automáticamente una E.
El grado es determinado por la cantidad de puntos de baile acumulados:
- AAA: 100 % de los pasos (o 990 000 puntos desde supernova 2).
- AA: 93 % de los pasos.
- A: 80 % de los pasos.
- B: 65 % de los pasos.
- C: 45 % de los pasos.
- D: Menos del 45 %.
- E: Si se falla la canción.

La calificación final es un promedio entre las 2-5 canciones y los 2 Extra Stages, si es que se ha llegado a estas.

## Videos aleatorios
A diferencia de las animaciones vistas en la era DDR(1st)-5thMIX, que eran basadas en sprites, en DDRMAX se usan videos aleatorios que corren a velocidades variables dependiendo del BPM de la canción. Personajes quedan desactivados (exc. en consolas).

## Groove Radar
El viejo sistema de calificación por pies (con la excepción de DDRMAX norteamericana) se elimina, y es reemplazado por el Groove Radar. El Groove Radar es una representación gráfica de la dificultad basada en 5 áreas:
- Stream: La cantidad de flechas en la canción. Se basa en el combo total de la canción (ojo, desde el Supernova1, los saltos cuentan como 1 solo paso).
- Voltage: La cantidad de pasos por sección; esencialmente muestra cómo de tan dura es la parte difícil de la canción.
- Air: La cantidad de los saltos (triples o cuádruples en las canciones editadas).
- Freeze: La cantidad de "Freeze Arrows".
- Chaos: Muestra los pasos que no coinciden con las notas de 1/4 o 1/8.

El Groove Radar no fue muy popular entre los fanes de las versiones anteriores. El sistema de calificación por pies sería restaurado en DDRMAX2. La gráfica del Groove Radar tiene un color por jugador, que se contrae o expande con la dificultad.

## Modificadores
Son cambios que modifican la rutina de baile. Hay un menú disponible para hacer estas modificaciones fácilmente. Puede accederse a él presionando START luego de seleccionar la canción.
Algunos modificadores son:
- Speed: Modifica la velocidad a la cual correrán las flechas. Los valores son x1.5, x2, x3, x5 u x8. Por defecto es "x1".
- Boost: Hace que las flechas aceleren a medida que llegan a la zona de presión. Por defecto es "OFF".
- Appearance: Cambia la forma como aparecerán las flechas en pantalla. Por defecto es "Visible". "Hidden" hace que las flechas desaparezcan a medida que lleguen a la zona de presión. "Sudden" las hace aparecer a mitad de la pantalla y "Stealth" oculta por completo las flechas.
- Turn: Afecta al patrón de las flechas. Por defecto es "OFF". "Left" gira todas las flechas 90° a la izquierda. "Right" gira todas las flechas 90° a la derecha. "Mirror" invierte las direcciones de las flechas. "Shuffle" crea un patrón al azar de las flechas.
- Other: Afectan la dificultad de la rutina. Por defecto es "OFF". "Little" elimina todos los pasos que son más frecuentes que los de 1/4. "Flat" hace que todas las flechas aparenten lo mismo, sin importar la fracción. "Solo" cambia los colores de las flechas a los usados en DDR Solo Version.
- Scroll: Afecta la dirección en donde aparecerán las flechas. Por defecto es "Normal". "Reverse" mueve las flechas al contrario, al igual que los anuncios y la barra de vida.
- Freeze: Enciende o apaga las "Freeze Arrows". Por defecto es "ON". Apagando esta opción convertirá Freeze Arrows a Flechas Normales.
- Step: La última oportunidad de cambiar la dificultad de la canción. Por defecto es la dificultad seleccionada con anterioridad.

## Extra Stages
Una nueva característica de DDRMAX. Si en la ronda final obtienes una AA en la dificultad máxima de la canción, el juego invita a jugar una canción más luego del mensaje "Try Extra Stage". La Song Wheel se bloquea en una canción y no puede ser cambiada. En este caso, MAX 300. Eres forzado a jugar en dificultad máxima en un modificador Reverse Scroll y a 1.5x de velocidad. También se juega en un modo "Pressure", en el cual se llena la barra de vida al máximo, pero no se regenera.
Encore Extra: Si se logra pasar la Extra Stage con AA o más, es forzado a jugar "One More Extra Stage" (ahora Encore Extra Stage). Esta vez, la Song Wheel se enfoca en Candy (Star). El jugador juega con los mismos modificadores a excepción del modo "Pressure", que se convierte en modo "Sudden Death", y con cualquier paso inferior a GREAT u O.K. se falla la canción (desde el DDR Supernova 2 es remplazado por Batería Challenge con una sola vida).

## Edits de usuario
Algunas máquinas tienen puertos para insertar tarjetas de memoria de PlayStation. Algunas tarjetas deben tener datos previamente preparados (Link Data) del juego DDR 5th Mix para PlayStation (no para PlayStation 2) (las versiones caseras de DDRMAX, DDRMAX2 y DDR EXTREME no puede crear ese tipo de datos). DDR 5th Mix puede crear dos tipos de datos de enlace dependiendo en que versión se van a usar (Antigua (5thMIX) o Nueva (DDRMAX, DDRMAX2 o DDR EXTREME)). Esto sirve para dos propósitos: Salvar puntuaciones y Ranking de Internet. El usuario puede salvar sus puntuaciones, y cuando se juegue en el futuro, el juego de Arcade cargará las puntuaciones y las mostrará en pantalla. También es posible ver estas puntuaciones en la versión casera de DDR 5th Mix. DDRMAX también provee un código para Ranking de Internet basado en el desempeño del usuario en un set de canciones determinado. Este código puede ser introducido en la página Web de Konami que genera una posición mundial. Los datos de enlace salvan estos códigos para entrarse después.
El juego de Arcade puede cambiar datos con la versión casera, para ello se debe disponer de una tarjeta de memoria de PlayStation con un espacio libre formateado.

## Versiones caseras
La versión casera de DDRMAX: Dance Dance Revolution 6thMIX se lanzó en Japón el 16 de mayo de 2002, para la consola PlayStation 2. Contiene las 42 canciones y 2 adicionales: "Kind Lady" y "So In Love". Las canciones ocultas de DDRMAX pueden ser desbloqueadas sin juego adicional accediendo a los datos salvados en las versiones caseras de DDRMAX2 o DDR EXTREME.
DDRMAX: Dance Dance Revolution, con el número del mix omitido, es el nombre de la versión para Norteamérica también para PlayStation 2. Se diferencia de la japonesa en que provee del sistema de dificultades por pies y el Groove Radar en la misma pantalla.

## Lista de canciones
Esta lista es solo para la versión arcade y es añadida, en DDRMAX2, a la lista de las entregas anteriores. Se eliminaron erróneamente algunas canciones de entregas anteriores. System SF (nombre real: Sota Fujimori) hace su aparición y Riyu Kosaka a veces canta como solista.
| Canciones                                       | Artistas                        | Notas |
| Nuevas canciones                                | Nuevas canciones                | Nuevas canciones |
| ----------------------------------------------- | ------------------------------- | --- |
| "LOVIN' YOU (ROB SEARLE CLUB MIX)"              | VINYL BABY                      | de The Best of World Trance FantasiA |
| "SOMEWHERE OVER THE RAINBOW"                    | COSMIC GATE                     | de The Best of World Trance FantasiA |
| "HIGHS OFF U (Scorccio XY Mix)"                 | 4 REEEL                         | de Dancemania SUMMERS 2001 |
| "true... (radio edit)"                          | 小坂りゆ                        | Original de Konami |
| "WWW.BLONDE GIRL (MOMO MIX)"                    | JENNY ROM                       | de Dancemania SPEED BEST 2001 |
| "ORDINARY WORLD"                                | AURORA featuring NAMIEE COLEMAN | de The Best of World Trance FantasiA |
| "BYE BYE BABY BALLOON"                          | JOGA                            | de Dancemania 20 |
| "ON THE JAZZ"                                   | Jonny Dynamite!                 | de Dance Dance Revolution 5thMix para PlayStation |
| "COWGIRL"                                       | BAMBEE                          | de Dancemania HAPPY PARADISE 2 |
| "GHOSTS (VINCENT DE MOOR MIX)"                  | TENTH PLANET                    | de The Best of World Trance FantasiA |
| "MIRACLE"                                       | ST.JENNARO                      | de Dancemania SUMMERS 2001 |
| "Firefly"                                       | BeForU                          | Original de Konami |
| "WITCH DOCTOR (GIANT TOONS VERSION)"            | CARTOONS                        | de CARTOONS TOONTASTIC! |
| "DIVE (more deep & deeper style)"               | BeForU                          | de Dance Dance Revolution 5thMix para PlayStation |
| "Groove"                                        | Sho-T feat. Brenda              | de Dance Dance Revolution 4thMix para PlayStation |
| "Do It Right"                                   | SOTA feat. Ebony Fay            | de Dance Dance Revolution 5thMix para PlayStation Ending de Dance Dance Revolution 5thMix |
| "Share My Love"                                 | Julie Frost                     | de Dance Dance Revolution 4thMix para PlayStation |
| "DO YOU REMEMBER ME"                            | JENNY                           | de Dancemania HAPPY PARADISE 2 |
| "Look To The Sky"                               | SySF. feat. ANNA                | de Dance Dance Revolution 5thMix para PlayStation |
| "TELEPHONE OPERATOR (Club MIX)"                 | SHELLEY PETER                   | de Dancemania SUMMERS 2001 |
| "JUSTIFY MY LOVE"                               | TESS                            | de Dancemania X8 |
| "The Centre Of The Heart (STONEBRIDGE CLUBMIX)" | Roxette                         | Licencia de EMI Aparece como prueba en Dance Dance Revolution 5thMix para PlayStation |
| "夜空ノムコウ"                                  | EUROBEAT LOVERS                 | de Dancemania HAPPY PARADISE 2 |
| "I'M IN THE MOOD FOR DANCING"                   | SHARON                          | de Dancemania HAPPY PARADISE 2 |
| "NORI NORI NORI"                                | JUDY CRYSTAL                    | de Dancemania HAPPY PARADISE 2 Aparece como prueba en Dance Dance Revolution 5thMix para PlayStation |
| "LET'S GROOVE"                                  | TIPS & TRICKS VS WISDOME        | de Dancemania SUMMERS 2001 |
| "TWILIGHT ZONE (R-C Extended Club Mix)"         | 2 UNLIMITED                     | de Dancemania X9 |
| "そばかす (FRECKLES) (KCP Re-Edit)"             | TIGGY                           | de Dancemania HAPPY PARADISE 2 |
| "FLASH IN THE NIGHT"                            | FLASHMAN                        | de Dancemania HAPPY PARADISE 2 |
| "MY SWEET DARLIN'"                              | WILDSIDE                        | de Dancemania HAPPY PARADISE 2 |
| "Let the beat hit 'em! (CLASSIC R&B STYLE)"     | Stone Bros.                     | de Dance Dance Revolution Extra Mix Ending de Dance Dance Revolution 4thMix |
| "SO DEEP (PERFECT SPHERE REMIX)"                | SILVERTEAR                      | de The Best of World Trance FantasiA |
| "exotic ethnic"                                 | RevenG                          | Original de Konami |
| "FOLLOW ME"                                     | LADY BABY                       | de Dancemania HAPPY PARADISE 2 |
| "FANTASY"                                       | MELISSA                         | de Dancemania HAPPY PARADISE 2 |
| "Midnite Blaze"                                 | U1 Jewel Style                  | de Dance Dance Revolution 4thMix para PlayStation |
| "Healing Vision ~Angelic mix~"                  | 2MB                             | de Dance Dance Revolution 5thMix para PlayStation |
| "Groove 2001"                                   | Sho-T feat. Brenda              | de Dance Dance Revolution Extra Mix |
| "ORION.78 ~civilization mix~"                   | 2MB                             | de Dance Dance Revolution 4thMix para PlayStation |
| Canciones Boss                                  |                                 | |
| "CANDY☆"                                        | Luv UNLIMITED                   | Dividida en 4 versiones: - la versión original en esta entrega - "Candy✩ (K.O.G G3 Mix)" como parte del curso Nonstop Megamix en DDR Solo - "Candy♥" de Riyu Kosaka en su secuela - "Candy (UFO Mix)" en DDR Hottest Party ENCORE EXTRA STAGE Ending para este juego |
| "MAX 300"                                       | Ω                               | EXTRA STAGE |
| Canciones bloqueadas                            |                                 | |
| "true... (Trance Sunrise Mix)"                  | 小坂りゆ                        | Original de Konami |

## Música
- MAX 300: Como lo dice el título, esta canción se juega a 300 BPM, sobrepasando a "DROP OUT" de DDR 4th Mix a 260 BPM. Normalmente se le considera la primera canción de 10 pies en "Heavy", claro que no se le dio esa clasificación hasta que salió DDRMAX2. Los patrones de pasos son simples para algunos, pero se compensa con la velocidad de la canción, que requiere mucha resistencia. Los pasos se paran por un momento en la canción al minuto, ofreciendo un corto descanso, pero luego vuelve a la velocidad normal con mayor dificultad. El combo máximo en simple es de 573, un número usado en juegos de Konami por lo que se basa en un juego de palabras japonés. (5 es "go" en japonés, 7 es "nana" y el símbolo del kanji para el 3 puede ser pronunciado como "mi". Así, quitando la "na" del número 7, queda "go-na-mi". Que significaría Konami). Desde el DDR Supernova 1 solo cuentan los pasos dobles como uno solo. Esta versión tendría un combo de 555 en vez de 573. El modo doble es mucho menos denso que el simple (497 combo), pero mantiene la dificultad al incluir pasos de 1/8. El nombre del artista es Ω (Omega), uno de los muchos seudónimos de Naoki Maeda.

- SO DEEP (PERFECT SPHERE REMIX): Una canción de dream trance de The best of world trance fantasiA. Es una de las más rápidas con pasos de 1/16 (140 BPM) hasta Dance Dance Revolution X (en concreto, la canción Horatio de OR-IF-IS, donde las cadenas son a 165 BPM). Cuando se lanzó DDRMAX, muchos jugadores creían que era una canción de 10 pasos, pero recibió un 9 cuando se calificó en DDRMAX2. En el Groove Radar, esta canción cubre todos los niveles de Chaos, Voltaje y Stream con un combo de 498 o 500 steps (dependiendo de las versiones en las que ha estado), las cuales son más altas que cualquier otra de DDR. El combo para "Standard" está cortado a la mitad, haciéndola de 250 pasos, así como la "Light" que tiene 125.

- Flash in the night, FOLLOW ME: Canciones que nunca se repitieron en ninguna entrega posterior, ya que son exclusivas de DDRMAX; debido a esto, nunca recibieron una clasificación de dificultad oficial.

- Bye Bye Baby Ballon, GHOSTS (Vincent De Moor Original Mix): Estas nunca se repitieron en las versiones de arcade, pero aparecieron en versiones caseras (Dance Dance Revolution ULTRAMIX 3 para XBOX y DDRMAX2: Dance Dance Revolution para PlayStation 2 en Norteamérica).

- True...(Radio Edit), true...(Trance Sunrise Mix): Los primeros sencillos de Riyu Kosaka, aunque es miembro de BeForU, ella había tomado parte en la producción de DIVE de DDR 5th MIX. true...(trance sunrise mix) es un poco más rápida que true...(radio edit), y tiene más saltos y complejidad en la dificultad "Heavy".

La Banda Sonora Original de DDRMAX fue producida por Toshiba-EMI bajo su nombre de Dancemania. Contiene todas las 36 canciones de la versión de arcade, una versión instrumental de "Firefly" por BeForU, y la versión completa "true..." cantada solo por Riyu Kosaka.